# Novembre 1993

## Évènements
- 2 novembre : doctrine Eltsine de l'« étranger proche » autorisant l'armée russe à intervenir à l'étranger.

- 4 novembre : le Finlandais Juha Kankkunen remporte le championnat du monde des rallyes.

- 7 novembre (Formule 1) : Grand Prix automobile d'Australie.

- 8 novembre : sortie de l'album Enter the Wu-Tang (36 Chambers) du Wu-Tang Clan
- 9 novembre : destruction du pont de Mostar ("Stari Most")

- 16 novembre : privatisation réussie de Rhône-Poulenc (13-23 nov).

- 17 novembre : 
  - Accord de libre échange : ALENA entre les États-Unis, le Canada et le Mexique.
  - Les Bulgares et leur attaquant Emil Kostadinov se qualifient pour la World Cup américaine en inscrivant à la 92e minute le but victorieux contre l'équipe de France de Gérard Houllier.

- 18 novembre : 
  - Inauguration de l'aile Richelieu, achevant la rénovation du Grand Louvre.
  - Concert acoustique du groupe Nirvana à New-York (qui sera l'objet de l'album MTV Unplugged in New York).

- 19 novembre : révision de la constitution française restreignant le droit d'asile.

## Naissances
- 2 novembre : 
  - Marianne Fortier, actrice canadienne.
  - Radwa Reda, taekwondoïste égyptienne.
- 6 novembre : Alastair Aiken, YouTuber britannique.
- 9 novembre : Peter England, catcheur (lutteur professionnel) anglais.
- 12 novembre : Alina Yakimkina, biathlète russe († 21 février 2015).
- 15 novembre : Paulo Dybala, footballeur argentin.
- 22 novembre : Adèle Exarchopoulos, actrice française.
- 27 novembre :
  - Avani Chaturvedi aviatrice indienne.
  - Qëndrim Guri, coureur cycliste kosovar.
  - Joan Kipkemoi Rotich, athlète kényane.
  - Aubrey Peeples, actrice et chanteuse américaine.
  - Benjamin Verbič, footballeur slovène.
- 30 novembre : Felix De Laet, plus connu sous le nom d'artiste Lost Frequencies, DJ.

## Décès
- 3 novembre : John Lupton, acteur américain (° 23 août 1928).
- 15 novembre : Fritz Feld, acteur (° 15 octobre 1900).
- 16 novembre : Achille Zavatta, clown (° 6 mai 1915).
- 21 novembre : Bill Bixby, acteur, réalisateur et producteur américain (° 22 janvier 1934)
- 22 novembre : Alois De Hertog, coureur cycliste belge (° 9 août 1927).
- 25 novembre : Anthony Burgess, écrivain (° 25 février 1917).